# Elsa Teuffert
Elsa Teuffert (* 12. Juni 1888 in Hamburg als Elsa Jansen; † 10. März 1974 ebenda) war eine deutsche Politikerin der FDP.

## Partei

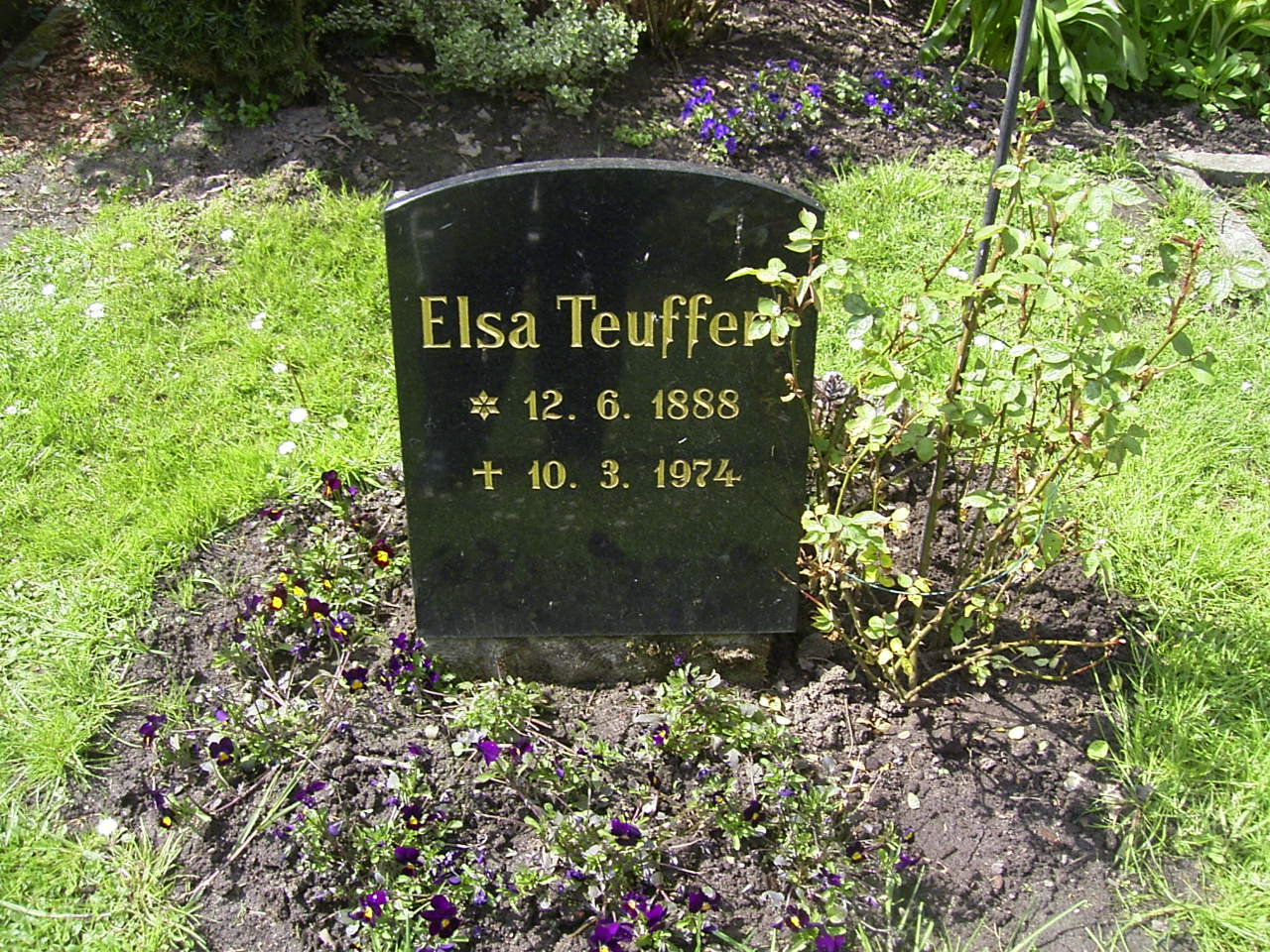
Grabstein für Elsa Teuffert im Garten der Frauen auf dem Friedhof Ohlsdorf

Nach dem Zweiten Weltkrieg trat Teuffert, die zwischen 1923 und 1933 in der Inflationsgeschädigtenhilfe tätig gewesen war, der FDP bei, in der sie von 1953 bis 1959 Vorsitzende der Landesfrauengruppe war. Als nach der Bürgerschaftswahl 1953 der bürgerliche Hamburg-Block aus FDP, CDU, DP und BHE den Hamburger Senat stellte, bewarb sich Teuffert für eines der fünf den Liberalen zugestandenen Senatorenämter, konnte sich aber bei der Sitzung des Landesausschusses am 8. November 1953 nicht durchsetzen. In den 1950er Jahren gehörte sie für die FDP dem Vorstand des Hamburger Frauenringes an.

## Abgeordnete
Teuffert war von 1951 bis 1954 Bezirksabgeordnete in Altona und 1953/54 auch Deputierte der Baubehörde. Sie gehörte der Hamburgischen Bürgerschaft vom 28. Mai 1954, als sie für Bausenator Johannes Büll nachrückte, bis 1957 und vom 15. Januar 1958, als sie für Kultursenator Hans-Harder Biermann-Ratjen nachrückte, bis 1966 an. Bei der Bundestagswahl 1953 hatte sie auf Platz drei der Landesliste kandidiert, die FDP hatte in Hamburg jedoch nur zwei Mandate erringen können.

## Gedenken
Elsa Teufferts Grabstein ist zur bleibenden Erinnerung im Garten der Frauen des Friedhofs Ohlsdorf aufgestellt.

## Weblink
- Homepage Garten der Frauen

| Personendaten    | Personendaten                    |
| ---------------- | -------------------------------- |
| NAME             | Teuffert, Elsa                   |
| ALTERNATIVNAMEN  | Jansen, Elsa (Geburtsname)       |
| KURZBESCHREIBUNG | deutsche Politikerin (FDP), MdHB |
| GEBURTSDATUM     | 12. Juni 1888                    |
| GEBURTSORT       | Hamburg                          |
| STERBEDATUM      | 10. März 1974                    |
| STERBEORT        | Hamburg                          |